# Système international d'information nucléaire
Le système international d'information nucléaire (INIS, International Nuclear Information System en anglais), au sein de l'AIEA est le principal système international de documentation sur les applications des sciences et technologies nucléaires à des fins pacifiques. L'INIS a fêté ses 50 ans en 2020.

## Fonctionnement
L'agence internationale de l'énergie atomique (AIEA) en assure le fonctionnement en coopération avec ses États membres, dont le commissariat à l'énergie atomique (CEA) en France, et certaines organisations internationales.

## Missions
INIS fournit une base de données de références bibliographiques dans le domaine des sciences et techniques du domaine du nucléaires et traite, à cette fin, la majeure partie de la littérature scientifique et technique internationale dédiée à ce sujet : physique, ingénierie, sciences de la vie et de l'environnement, chimie et études de matériaux, production et applications d'isotopes et de sources de rayonnements ainsi que des aspects économiques, sociologiques et juridiques liées aux activités nucléaires. 
La base de données INIS contient des millions de références bibliographiques et constitue ainsi la source d'information la plus exhaustive pour les applications des sciences et technologies nucléaires. 
INIS comprend également une collection unique de documents de « littérature grise » en texte intégral (rapports, thèses, conférences…), en grande partie disponible via son site Internet. 